# Kasteel Ravaart

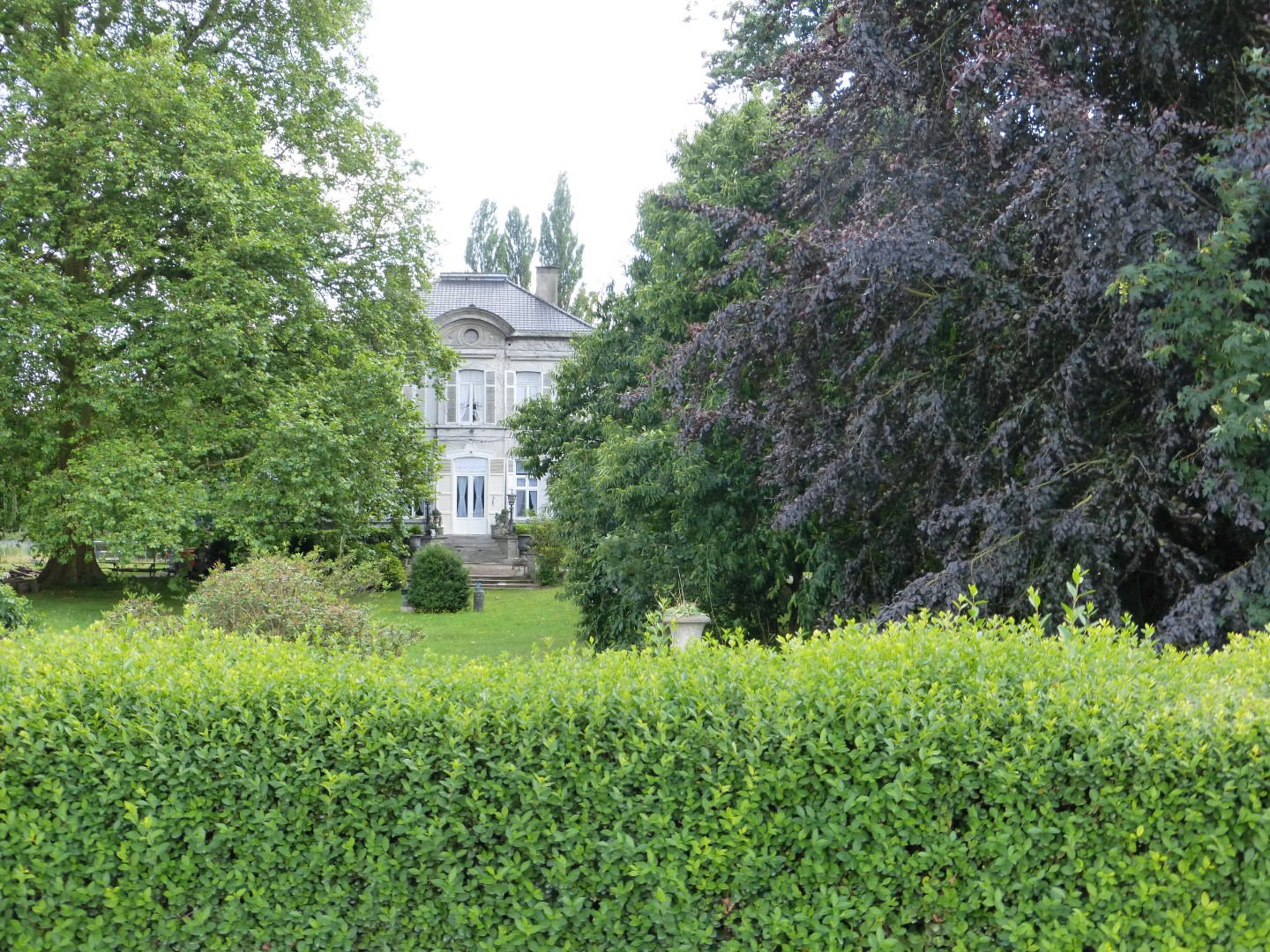
Kasteel Ravaart

Het Kasteel Ravaart is een kasteel in de tot de Vlaams-Brabantse gemeente Vilvoorde behorende plaats Peutie, gelegen aan de Drie Kastelenstraat 32-38.

## Geschiedenis
In 1863 werd, in opdracht van Sébastien Detige, een neoclassicistisch landhuis gebouwd nabij Kasteel Huyenhoven en aan de rand van het Floordambos. Het was bedoeld voor de weduwe Anna Detige die gehuwd was met de jong overleden Alfons Rayé. Ook een lusthof met vijver en enkele bijgebouwen kwamen toen tot stand. Het geheel bevond zich op een domein van 24 ha.
In 1870 werd het landhuis nog uitgebreid en in 1884 werd het voorzien van een serre en een oranjerie.

## Gebouw
Het landhuis (huisnummer 32) heeft aan voor- en achterzijde een middenrisaliet, bekroond door een fronton, aan de ene gevel driehoekig, aan de andere gevel gebogen.
Via een hal bereikt men een centrale gang en daarachter een enfilade van woonvertrekken.

## Domein
Op het domein vindt men nog dienstgebouwen zoals een koetshuis, stallen, een ommuurde moestuin met serres, een groentekelder, een oranjerie en twee huisjes voor het personeel.
Het park bevat zowel rechte parkdreven als kronkelpaden. De vijver heeft twee lobben met op het smalste deel een boogbrug. Het domein omvat een aantal monumentale bomen.